# Kurt Kühme

Kurt Kühme

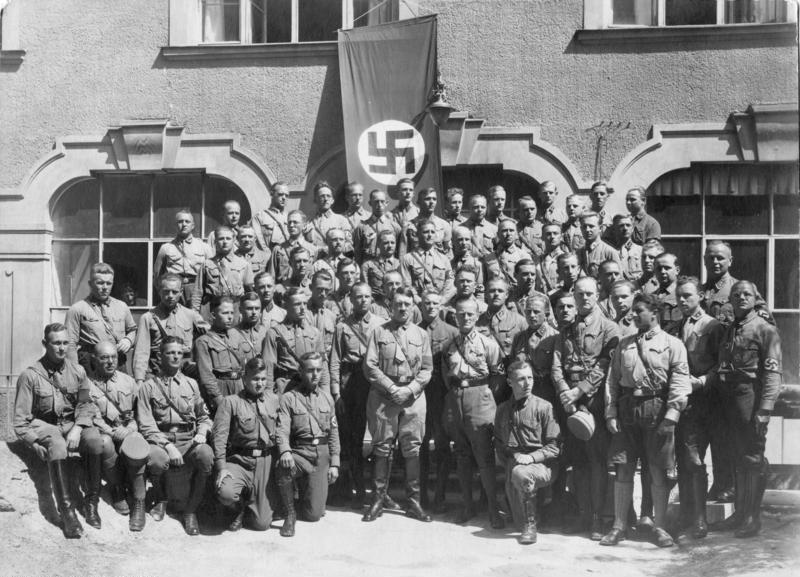
Kurt Kühme (erste Reihe, Mitte, aus Betrachtersicht rechts von Hitler) als Leiter der Reichsführerschule der SA im Kreise der Teilnehmer eines Kurses im Juni 1931

Kurt Kühme (* 27. August 1885 in Lötzen, Ostpreußen; † 25. Dezember 1944 bei Hallschlag, Eifel) war ein deutscher Generalmajor, Freikorpsführer sowie Politiker der NSDAP und SA-Obergruppenführer.

## Leben

### Jugend und Erster Weltkrieg
Nach dem Schulbesuch wurde Kurt Kühme zunächst im Kadettenkorps erzogen. und am 22. März 1903 als Portepeefähnrich dem 10. Lothringischen Infanterie-Regiment Nr. 174 der Preußischen Armee überwiesen. Er avancierte Mitte August 1913 zum Oberleutnant und war dann zur weiteren Ausbildung zum Lehr-Infanterie-Bataillon kommandiert.
Mit Ausbruch des Ersten Weltkrieges stand Kühme als Chef der Stabswache im Großen Hauptquartier der deutschen Obersten Heeresleitung vor und wurde bereits 1914 mit dem Eisernen Kreuz beider Klassen ausgezeichnet. Von 1915 bis 1917 führte Kühme eine Kompanie seines Stammregiments. Anschließend kommandierte er bis Kriegsende das I. Bataillon im Reserve-Infanterie-Regiments Nr. 261. Am 25. Juni 1915 wurde Kühme zum Hauptmann befördert und am 30. August 1918, kurz vor Kriegsende, mit dem Orden Pour le Mérite ausgezeichnet.

### Zwischenkriegszeit
Nach dem Krieg führte Kühme das nach ihm benannte schlesische Freikorps Kühme. Mit diesem nahm er 1919 und 1920 an Grenzkämpfen mit Polen teil.
Nach der Beteiligung am Kapp-Putsch in und um Berlin im März 1920 zog das Freikorps Kühme nach Westfalen, um an der Zerschlagung des Ruhraufstands mitzuwirken. Danach wurde Kühme mit einer Charakterisierung als Major entlassen. Das Freikorps Kühme übergab einen Teil seiner Ausrüstung Ende Mai 1920 an das 2. Bataillon Reichswehr Jägerregiment Nr. 30 in Eilenburg bei Leipzig. Im Preußischen Landwirtschaftsministerium war eine Vermittlungsstelle für Heeresentlassene eingerichtet worden. Auch Kurt Kühme, der Land zum Siedeln für seine Leute suchte, meldete sich dort. Er erhielt den staatlichen Teil des Müggenburger Moores bei Ehlershausen zugewiesen. Im Juni 1920 begann die Besiedlung in der Gegend, die heute noch den Namen „Jägerheide“ führt, mit etwa 250 Mann. Gegen Ende 1922 zerstritt sich Kühme mit der Mehrzahl der ehemaligen Offiziere sowie einigen Mannschaften. Fast alle ehemaligen Freikorpsmitglieder verließen daraufhin das begonnene Werk, nur ein kleiner Teil blieb zurück.
Von 1925 bis 1930 leitete Kühme die Volkssportschule in Wünsdorf. Nachdem er Anschluss an die NS-Bewegung gefunden hatte und zum 1. März 1931 der NSDAP beigetreten war (Mitgliedsnummer 474.313), leitete er vom 31. März 1931 bis zum 13. April 1932 und erneut vom 1. Juli 1932 bis zum 30. Juni 1934 die Reichsführerschule der SA in München. In der SA wurde er nacheinander zum Gruppenführer (1931) und zum Obergruppenführer (27. Juni 1933) ernannt.
Einige Monate nach der Machtergreifung der Nationalsozialisten Ende Januar 1933 wurde Kühme am 27. Juni 1933 als SA-Obergruppenführer in die Adjutantur der Obersten SA-Führung berufen. Von 1937 bis 1942 amtierte Kühme als Chef des Amts Wehrsport im Hauptamt Kampfspiele der Obersten SA-Führung.
Nach dem „Anschluss Österreichs“ an das Deutsche Reich im Frühling 1938 wurde Kühme von der SA-Führung vergeblich als Reichstagsabgeordneter vorgeschlagen. In diesem Jahr gehörte er auch kurzzeitig dem Volksgerichtshof als Ehrenrichter an.
Im Juli 1938 wurde Kühme der Wehrmacht zur Verfügung gestellt.

### Zweiter Weltkrieg
Nach dem deutschen Überfall auf Polen wurde Kühme zunächst vom 10. September 1939 bis zum 24. Februar 1940 als Feldkommandant in Lodz eingesetzt. Anschließend übernahm er das Kommando über das Reserve-Infanterie-Regiment Nr. 79 und führte es bis zum 21. Juli 1940. Nachdem er kurzzeitig der Führerreserve (Wehrkreis Kommando VIII) angehört hatte, kommandierte Kühme vom 30. Juli 1940 bis zum 16. Oktober 1941 das Infanterieregiment 306.
Kühne kehrte für einige Tage in die Führerreserve (Wehrkreiskommando VIII) zurück und kommandierte dann vom 26. Oktober 1941 bis zum 2. Mai 1942 das Grenadier-Regiment 454 der 254. Infanterie-Division. Danach führte er bis zum 1. Juli desselben Jahres in der gleichen Infanterie-Division das Infanterie-Ersatz-Bataillon 454.
Parallel dazu amtierte er vom 1. Februar 1942 bis zu seinem Tod als Inspektor der SA-Pioniere. Zudem führte er vom 1. Juli 1942 bis zum 15. Dezember 1942 das Grenadier-Regiment 677 der 332. Infanterie-Division.
Am 1. Oktober 1942 wurde Kühme zum Obersten zur besonderen Verwendung befördert. Am 15. Dezember 1942 übernahm er das Kommando über das Reserve-Grenadier-Regiment 252 der 148. Reserve-Division, das er bis zum 11. Mai 1943 führte. Am 24. März 1943 wurde Kühme als Ersatzmann für den ausgeschiedenen Abgeordneten Werner Schwarz zum Reichstagsabgeordneten für den Wahlkreis 19 (Hessen-Nassau) ernannt.
Vom 11. Mai 1943 bis zum 4. Juni 1943 führte Kühme das Grenadier-Regiment 869 der 356. Infanterie-Division. Nachdem er einige Wochen lang der Führerreserve des Oberkommando des Heeres (OKH) angehört hatte, wurde er am 26. September der Heeresgruppe Mitte zugeteilt, um am 13. Oktober 1943 das Grenadier-Regiment 406 der 201. Sicherungs-Division zu übernehmen, das er bis zum 29. Juli 1944 führte. Danach wurde er abermals für einige Monate der Führerreserve zugeordnet und wurde am 9. Oktober 1944 mit dem Deutschen Kreuz in Gold ausgezeichnet.
Am 25. Dezember 1944, wenige Tage nach seiner am 19. Dezember 1944 erfolgten Ernennung zum vorläufigen Kommandeur des Division z. b. V. 406 (ehemals 406. Landesschützen-Division), fiel Kühme bei Kampfhandlungen, genauso wie auch der vorherige Divisionskommandeur Gerd Scherbening. Am 25. Januar 1945 wurde er posthum zum Generalmajor zur besonderen Verfügung ernannt.